# Aleš Vovk - Raay
Raay (Aleš Vovk), slovenski glasbeni menedžer, producent, avtor, pevec, izvajalec,  * 7. julij 1984, Jesenice.
Od leta 2008 do 2013 je bil član skupine Tangels, pred tem je sodeloval pri zasedbi Turbo Angels.
Od leta 2014 z ženo Marjetko Vovk ustvarjata pod imenom Maraaya. Imata dva otroka, Vida in Oskarja. Poleg tega je nastopal na televiziji, kot sodnik v oddaji Misija Evrovizija. Je lastnik producentske glasbene hiše Raay Production, ki združuje Raay Music (glasbeno produkcijsko in management hišo), Neo Visuals (video produkcijo), ter šolo za pop petje Popsing skupaj z ženo Marjetko Vovk. Je manager številnim glasbenikom, med drugim: Luka Basi, BQL, Nika Zorjan, Polkaholiki, Isaac Palma, Maraaya, Ula Ložar, Dino Petrić in drugi ... 
Z ženo Marjetko Vovk je zmagal na EMI 2015 in na Dunaju predstavljal Slovenijo na 60. Pesmi Evrovizije, ki je potekala 19., 21. in 23. maja, kjer sta osvojila 14. mesto.

## Sodelovanja na glasbenih festivalih kot avtor glasbe/besedila/aranžmaja

### EMA
| Leto | Izvajalec           | Pesem                  | Rezultat             |
| ---- | ------------------- | ---------------------- | -------------------- |
| 2003 | Barbara Leban       | “Upam si”              | Rezervna skladba     |
| 2004 | Maja Slatinšek      | “Slovo brez mej”       | 6. mesto             |
| 2004 | Žana & RnB Wannabes | “Požar”                | Izpadli v predizboru |
| 2006 | Turbo Angels        | “Daj daj daj”          | Rezervna skladba     |
| 2008 | Turbo Angels        | “Zabava”               | 6. mesto             |
| 2008 | Manca Špik          | “Še vedno nekaj čutim” | 9. mesto             |
| 2010 | Tangels             | “Kaj in kam”           | 12. mesto            |
| 2010 | Saša Zamernik       | “Še vedno nekaj čutim” | Izpadla v predizboru |
| 2011 | April               | “Ladadidej”            | 2. mesto             |
| 2014 | Tinkara Kovač       | “Round and Round”      | 1. mesto             |
| 2015 | Maraaya             | “Here for you”         | 1. mesto             |
| 2017 | BQL                 | “Heart of Gold”        | 2. mesto             |
| 2017 | Nika Zorjan         | “Fse”                  | 5. mesto             |
| 2017 | Alya                | “Halo/Come Om”         | Izpadla v predizboru |
| 2018 | BQL                 | “Promise”              | 2. mesto             |
| 2018 | Nika Zorjan         | “Uspavanka - Lullaby”  | Izpadla v predizboru |
| 2018 | Tanja Ribič         | “Ljudje”               | Izpadla v predizboru |
| 2019 | Ula Ložar           | “Fridays”              | 4. mesto             |
| 2019 | Kim                 | “Rhythm back to you”   | 8. mesto             |